# Уйп, Мишши
Мишши Уйп (Уйп; чув. Уйăп Мишши, настоящие имя и фамилия Михаи́л Дани́лович Шуми́лов; 12 ноября 1911, д. Моштауши, Казанская губерния — 23 октября 1970, Чебоксары) — чувашский поэт, прозаик и переводчик, редактор. Заслуженный работник культуры Чувашской АССР (1970).

## Биография
Родился 12 ноября 1911 года в деревне Моштауши Чебоксарского уезда Казанской губернии в крестьянской семье.
Учился в Клычевской начальной школе, после окончания которой в 1928 году поступил в Чебоксарскую школу-коммуну. В 1927—1930 годах учился в Чебоксарском педагогическом техникуме. В 1930 году Михаил Шумилов продолжил учёбу на историко-экономическом факультете Горьковского педагогического института. После окончания института поступил на работу преподавателем истории Чувашского сельскохозяйственного рабфака.
В 1933—1935 годах служил в войсках НКВД СССР, затем до 1939 года работал заместителем редактора и ответственным секретарём журнала «Сунтал». В это же время занимал должность председателя правления Союза писателей Чувашской АССР.
Осенью 1939 года был вновь призван в войска НКВД СССР, где и застал начало Великой Отечественной войны. Приказом Политического Управления войск НКВД СССР за 1941 год №88 от 20 ноября 1941 года техник-интендант 2 ранга Шумилов Михаил Данилович назначен в 23-й мотострелковый полк редактором многотиражной газеты (до назначения был инструктором по агитационно-массовой работе политотдела тыла 12-й армии). К январю 1945 году — старший лейтенант, старший инструктор по кадрам политотдела 16 дивизии войск НКВД СССР. В 1945 году — капитан, а затем — майор.
После демобилизации в 1952 году вернулся в Чебоксары и был избран председателем правления Союза писателей Чувашии. С 1954 по 1957 год редактировал альманах Тӑван Атӑл, в 1957—1962 гг. — литконсультант правления, в 1968—1970 гг. — ответственный секретарь правления Союза писателей ЧАССР.
Литературную деятельность Уйп Мишши сочетал с общественной работой: неоднократно избирался секретарём парторганизации Союза писателей, был кандидатом в члены Чувашского обкома КПСС, членом Чебоксарского горкома КПСС, депутатом Верховного Совета ЧАССР и депутатом городского Совета народных депутатов.
Умер Михаил Шумилов 23 октября 1970 года в городе Чебоксары.

## Творчество
Первые стихотворения М. Уйпа «Молодёжь нашего времени», «Привет», «В Мавзолее Ленина» были опубликованы в 1925 году на страницах газет «Канаш», «Çамрёк хресчен» и журнале «Ĕçлекенсен сасси». В 1930 году, когда поэту было 19 лет, из печати вышел его первый сборник стихов.
В годы Великой Отечественной войны М. Уйп пишет стихи-призывы: «Вперед, на Запад», «Земля горит», «Украина», «Не забудь». Большой интерес представляют его стихи «Фронтовые встречи», «Рассказы партизана», поэма «Мать солдата», острые сатирические стихи «Капут!», «Эрзац сапоги», «Фриц, не дошедший до Москвы».
Лирический герой стихов М. Уйпа — человек, тесно связанный с делами и мыслями своего родного народа, горячо любящий свою Отчизну. Тематика стихов поэта разнообразна: борьба за свободу и независимость Родины, советские воины на страже государственных рубежей («Полярная звезда», «Леса Карелии»), чувство гордости за свою страну («Мечта веков», «Родина»), солдаты-фронтовики («Фронтовым друзьям»), рабочие-строители в их благородном труде («Новый дом»), освоение космоса («Летит ракета»).
М. Уйп много путешествовал по стране и писал очерки о покорителях Севера и Дальнего Востока, включенные в книгу «По дальним дорогам» (1960). В качестве туриста он побывал в странах западной Европы и на Кубе — в результате этих поездок родились книги очерков «На западе» и «Куба — остров свободы».
Поэт работал и в области художественного перевода. Он перевел на чувашский язык произведения М. Горького, Н. Гарина, А. Чехова, М. Шолохова, Я. Купалы, Джамбула и других.
М. Уйп известен и как детский писатель. Стихи и песни для школьников объединены в сборниках: «Наша песня» (1940), «Счастливые дети» (1953), «Весенние игры» (1956). В «Повести о детстве», изданной в 1962 году, поэт рассказывает о жизни чувашских детей в 20-е годы XX века.

## Критика
Деятельность Уйпа на руководящих постах в правлении Союза писателей Чувашии вызвала отрицательные отзывы. В своем письме в Чувашский обком КПСС 1976 года поэт Геннадий Айги пишет об ответственности Уйпа за кампании преследования чувашских поэтов. 

Это не первая в Чувашии кампания, спровоцированная против меня на основании лживых измышлений, непроверенных слухов, противозаконных политических обвинений. Я мог бы перечислить их с десяток. Ограничусь упоминанием лишь самых злостных. 1958 год — участие правления Союза писателей Чувашии в «деле», возбужденном против меня в Литературном институте им. А.М. Горького «за написание враждебной книги стихов, подрывающих основы метода социалистического реализма» (так — официально — было сформулировано в резолюции специального заседания, состоявшегося по этому «делу»; стихи же в последующем году были опубликованы и в Чувашии, и в ряде европейских стран и, кажется, нигде ничего не «подорвали»). 1959 год — преследование меня за дружбу с Б.Л. Пастернаком. 1960 год — я живу в родной деревне при умирающей матери, а из правления Союза писателей Чувашии десятками посылаются мне «вызовы» с требованием приехать в Чебоксары на обследование моего «дела», тоже — в связи с «делом Пастернака». Одновременно на сессии Батыревского райсовета во всеуслышание объявляется, что я — «враждебный элемент», находящийся под официальным надзором. «Дела» за «делами»! В том же году — так называемое «дело студентов» Чувашского педагогического института (с которыми я даже не был знаком), обвиненных в «пропаганде творчества Айги». Ряд этих кампаний начинал и вел М. Шумилов-Уйп, известный своими преследованиями лучших представителей чувашской интеллигенции в годы сталинских репрессий (могу сказать, что помнить о его зловещей «деятельности» мне было завещано нашими крупнейшими поэтами Васьлеем Миттой и Педэром Хузангаем)..

## Награды
- грамота Президиума Верховного Совета Чувашской АССР (1961).
- Заслуженный работник культуры Чувашской АССР (1970)
- 4 медали (к 1945 году)

## Память
Одна из улиц города Чебоксары носит имя Михаила Шумилова.
В родной деревне Михаила Даниловича Шумилова построен музей его памяти.